# Отрошко, Людмила Павловна
Людмила Павловна Отрошко (в девичестве — Алексеева; род. 19 августа 1933, Киев) — советская гребчиха. Мастер спорта СССР международного класса (1960).
Выступала за киевские спортивные общества «Наука» и «Буревестник». Тренер — Георгий Храновский.
Двукратная чемпионка СССР по академической гребле в двойке парной (1959, 1960). На международном уровне вместе с Ниной Ивановой становилась чемпионкой Европы в двойке парной в 1959 году в Маконе и в 1960 году в Лондоне.
Окончила Киевский государственный университет (1959).